# Aérospatiale (entreprise)
 (juillet 2017).
Pour les articles homonymes, voir Aérospatiale.
La Société nationale industrielle aérospatiale (SNIAS) est une entreprise publique française créée en 1970. Rebaptisée Aérospatiale, société nationale industrielle en 1985, elle est couramment appelée Aérospatiale,.
Il s'agit du premier constructeur aéronautique généraliste européen et du premier exportateur dans ce domaine.
L’avion commercial supersonique Concorde, la gamme des avions commerciaux Airbus, la fusée Ariane sont les réalisations les plus connues, mais il faut citer aussi : l'avion de transport militaire C-160 Transall, les familles d'hélicoptères Gazelle, Lynx et Puma, les ATR, l'hélicoptère NH90 et l'hélicoptère Tigre.
Aérospatiale a également conçu et produit les missiles mer-sol balistiques stratégiques français et les missiles tactiques européens les plus connus dans le monde[réf. nécessaire], en l'occurrence les anti-navires de la famille Exocet et les antichars Milan et Hot ou l'ASMP missile de croisière nucléaire, mais également la famille des lanceurs Ariane.
Après être devenue Aerospatiale Matra en 1999, elle fusionne en 2000 avec DASA et CASA pour devenir le groupe EADS, lui-même ensuite rebaptisé « Airbus Group » en 2014 puis « Airbus » en 2017.

## Historique

### Création
En 1936, le Front populaire nationalise le secteur de la construction aérienne. Il s’ensuit la constitution de plusieurs sociétés nationales :
- la Société nationale des constructions aéronautiques du Centre ;
- la Société nationale des constructions aéronautiques du Nord ;
- la Société nationale des constructions aéronautiques de l'Ouest ;
- la Société nationale des constructions aéronautiques du Sud-Ouest ;
- la Société nationale des constructions aéronautiques du Sud-Est ;
- la Société nationale des constructions aéronautiques du Midi.

Ces différents sociétés fusionnent pour laisser place aux sociétés nationales de constructions aéronautiques suivantes : Sud-Aviation en 1957 et Nord-Aviation en 1958.
En janvier 1970, Sud-Aviation (qui venait d’absorber la Société d'étude et de réalisation d'engins balistiques) et Nord-Aviation fusionnent pour créer la Société nationale industrielle aérospatiale. Henri Ziegler, ancien PDG de Sud-Aviation, devient président du conseil d’administration de la nouvelle société.

### De multiples alliances européennes
Le 18 décembre 1970, le consortium Airbus est créé par l’Aérospatiale, Messerschmitt-Bölkow-Blohm et VFW-Fokker pour développer et produire l’A300. L’année suivante, l’espagnol Construcciones Aeronáuticas Sociedad Anónima (CASA) rejoint le consortium, suivi par British Aerospace en 1979 qui participe au développement de l’A310,. Le programme A320 est lancé en 1984, suivi par les A330 et A340 en 1987.
D’autres alliances sont créées : sur les lanceurs spatiaux, le programme Ariane est lancé en 1973 en coopération européenne. La coentreprise Avions de transport régional est créée en 1982 avec Aeritalia. Sur les hélicoptères, Aérospatiale et DASA fusionnent leurs filiales pour créer Eurocopter en 1992. Sur les missiles, le groupement Euromissile produit les Milan et les HOT. L’Aster et ses systèmes de tir sont eux produits avec Aeritalia.
En 1991, le projet de rachat par Aérospatiale et Alenia de la société de Havilland Canada est refusé par la Commission européenne car il aurait créé une position dominante sur le marché des avions à turbopropulseurs.

### Les participations aéronautiques de l'État
En 1978, la Société de gestion de participations aéronautiques (SOGEPA) est créée et acquiert 35,01 % de société des Avions Marcel Dassault par conversion de créances ou d’avances et de redevances dues ou à devoir. En 1981, l’État acquiert directement 10,75 % supplémentaires de Dassault. En 1993, 20 % des parts d’Aérospatiale sont transférés de l’État à la SOGEPA.

### Privatisation pour créer un groupe européen
En 1996, une fusion est envisagée entre Aérospatiale et Dassault qui serait devenu un centre opérationnel au même titre qu’Eurocopter au sein de la branche défense-espace-hélicoptères. Serge Dassault serait devenu président du conseil de surveillance et Louis Gallois président du directoire,. Mais la dissolution de l’Assemblée nationale met fin aux discussions. Toutefois les 45,76 % de participation dans Dassault sont transférés à Aérospatiale, pour constituer un pôle aéronautique français, mais qui exercera aucun contrôle sur le groupe. Ces actions seront revendues par Airbus en 2016.
En 1998, les entreprises publiques d’électronique et de construction aéronautique sont privatisées. Tout d’abord, Thomson-CSF absorbe Dassault Électronique, les activités d’Alcatel Alsthom dans le domaine des télécommunications militaires et les activités d'Aerospatiale dans le domaine des satellites. Le nouvel ensemble, qui deviendra Thales, appartient à Alcatel et Dassault Industries. Quelques mois plus tard, Aérospatiale est fusionné avec Matra Hautes Technologies,,,,. Le nouvel ensemble prend le nom « Aerospatiale Matra ». L’État français via la SOGEPA détient 48 % du capital de la nouvelle société (sa participation résulte d’une sous estimation des actifs d’Aérospatiale). Lagardère détient 33 %, 17 % des parts étant gérées en bourse et 2 % étant détenues par le personnel du groupe.
En octobre 1999 est annoncé la fusion entre Aerospatiale Matra (12,4 milliards d’euros de chiffre d’affaires en 1998 et un effectif de 54 000 personnes), de l’allemand DaimlerChrysler Aerospace (DASA, 9,1 milliards d’euros de chiffre d’affaires en 1998 et un effectif de 46 000 personnes) et de l’espagnol Construcciones Aeronáuticas Sociedad Anónima (CASA). La nouvelle société européenne prend le nom d’European Aeronautic Defence and Space company (EADS), avant d’être renommé Airbus Group en 2014 puis Airbus en 2017.
En 2020, les héritiers d’Aérospatiale sont
- Airbus Commercial Aircraft pour les avions civils, créé en tant que GIE en collaboration allemande et britannique en 1970 et qui devient une société en 2000 ;
- Eurocopter pour les hélicoptères, créé en collaboration allemande en 1992, et renommé Airbus Helicopters en 2014 ;
- MBDA pour les missiles tactiques, créé par fusion en 2000 avec Alenia Marconi Systems et Matra Bae Dynamics ;
- ArianeGroup pour les lanceurs et missiles balistiques créé en 2014 après fusion avec les activités de propulsion du groupe Safran ;
- La filiale satellites est devenue Alcatel Space, puis Thales Alenia Space en 2007 après une collaboration italienne et une reprise par le groupe Thales ;
- la Société pour la construction d'avions de tourisme et d'affaires est reprise par Daher en 2009 ;
- la Société girondine d'entretien et de réparation d'avions militaires et l’externalisation de certaines activités d’aérostructures sont à l’origine de Stelia Aerospace. La partie maintenance fait partie aujourd’hui de Sabena Technics.

### Identité visuelle

Logo 1970-74 (créé à partir de ceux de Nord-Aviation et Sud-Aviation)
Logo 1974-92
Logo 1992-99
Logo d’Aerospatiale-Matra en 1999

Depuis 1974, Aerospatiale communique au niveau commercial avec un logo en minuscules (« aerospatiale ») puis en capitales (« AEROSPATIALE ») dont le premier « e » est volontairement dépourvu d'accent aigu.

## Produits

### Avions
- ATR 42
- ATR 72
- CM.170 Magister

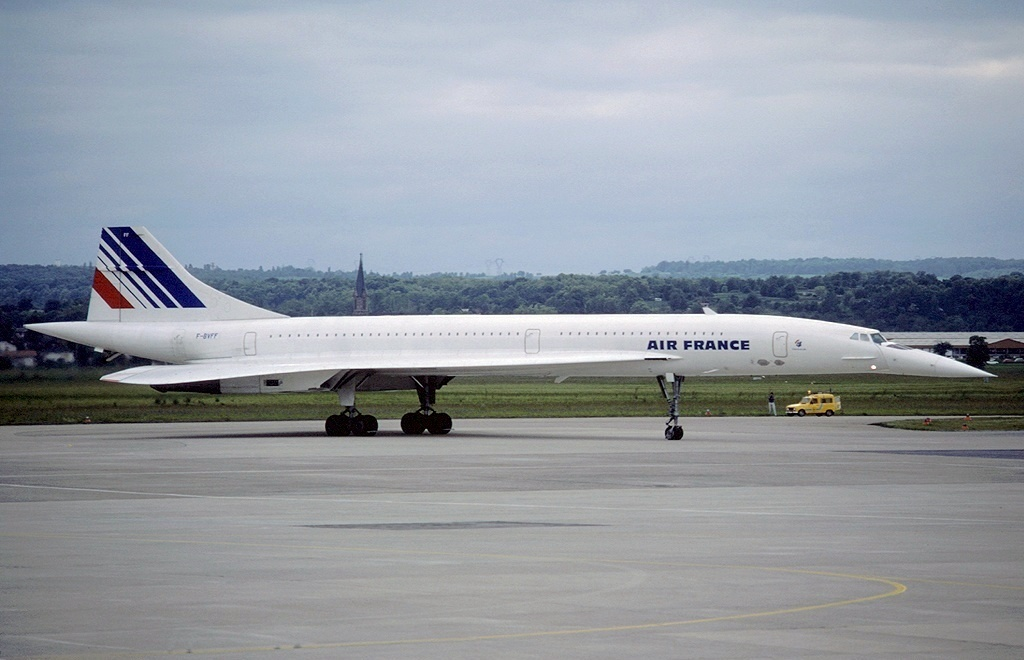
Concorde

- Concorde (en partenariat avec British Aircraft Corporation)
- Fouga Zéphyr
- SE 210 Caravelle
- SN 601 Corvette
- TB 30 Epsilon
- Trinidad
- TBM700
- Nord 2501 « Noratlas »
- Nord 262
- Transall C-160
- Airbus A300
- A300 ZERO G
- A300-600 ST « Beluga »
- Airbus A310
- Airbus A320 lancé en 1984[11]
- Airbus A330 et Airbus A340 lancés en 1987[12]
- Programme A3XX qui deviendra Airbus A380 , lancé en 2000, avec un premier vol en 2005
- Airbus A350 lancés en 2006, avec un premier vol en 2013
- Programme FLA qui deviendra Airbus A400M Atlas en partenariat avec BAE, DASA, Alenia, CASA, TAI)

### Hélicoptères
- SNCASE SE.3130 Alouette II
- Sud-Aviation SA315B Lama
- Sud-Aviation SA316 Alouette III
- Sud-Aviation SA321 Super Frelon

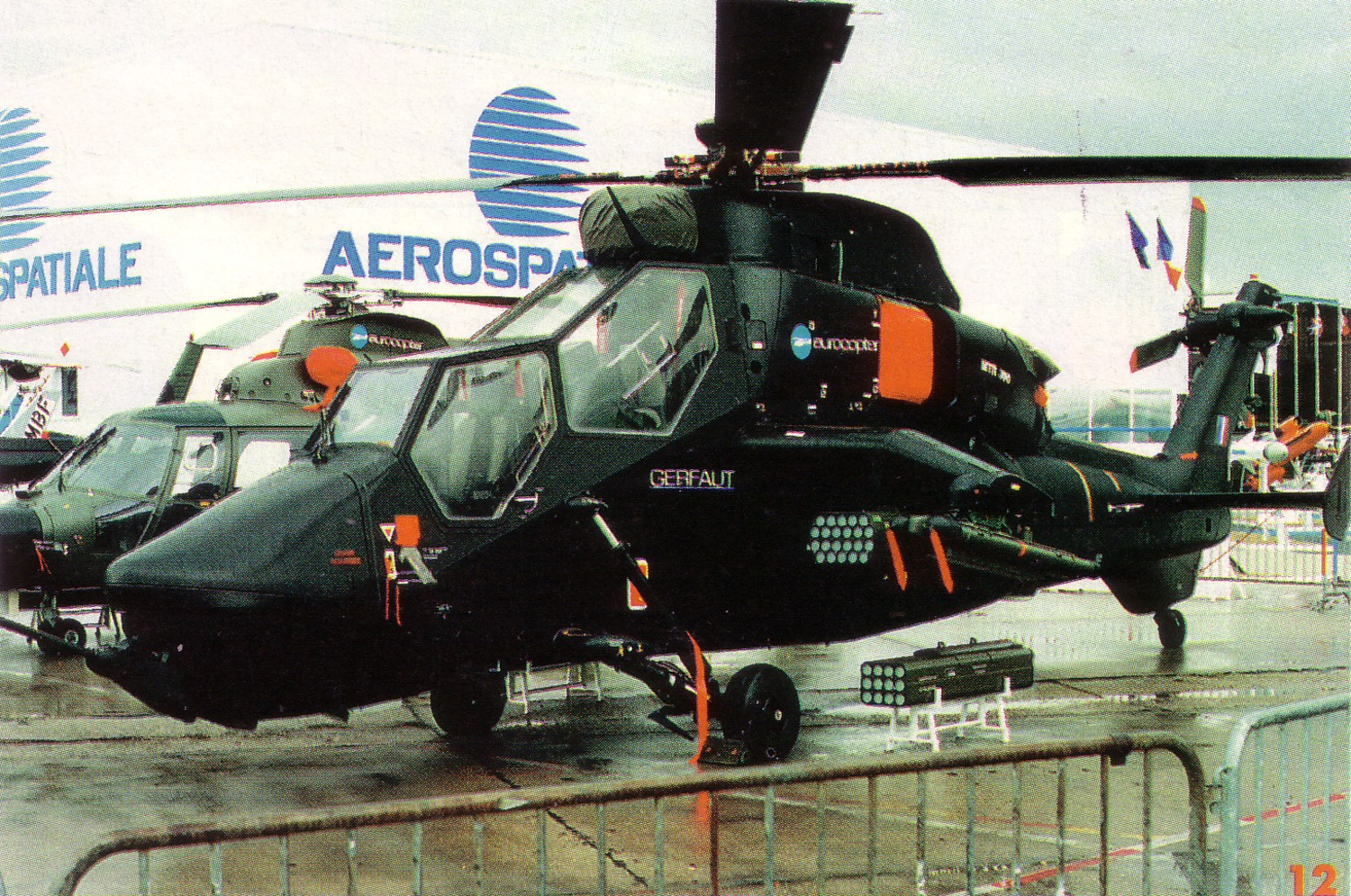
Hélicoptère Eurocopter EC665 au salon du Bourget 1993

- Sud-Aviation SA330 Puma lancé en 1976[28]
- Sud-Aviation SA340/341/342 Gazelle
- Sud-Aviation SA360/AS365 Dauphin lancé en 1972[28]
- Aérospatiale AS350 Écureuil lancé en 1974[28]
- Aérospatiale AS565 Panther
- Eurocopter EC135 lancé en 1991[28]
- Eurocopter EC665 Tigre
- NH90 (en partenariat avec Agusta et Fokker) lancé en 1992[29]

### Missiles tactiques et nucléaires

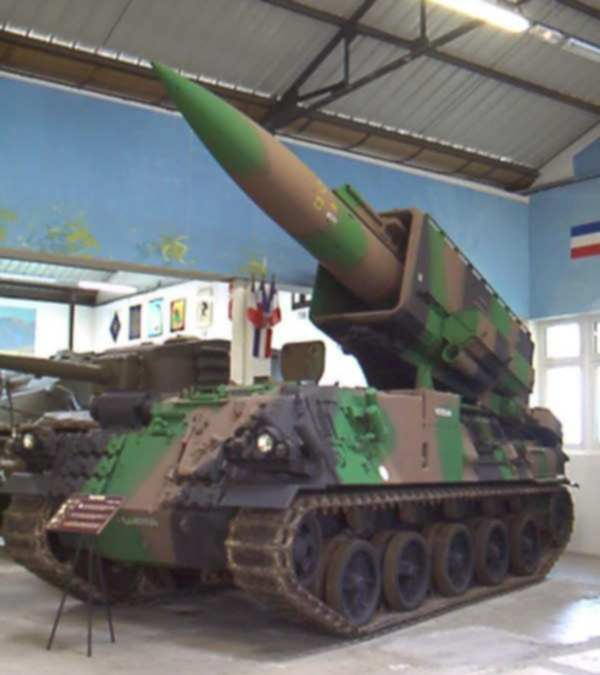
Missile Pluton, vecteur nucléaire de l'armée de terre française

- SS 11
- Exocet
- Milan
- Hot
- Eryx
- MLRS
- Roland
- AS 15
- AS 30 et AS 30L
- Apache
- CT 20
- C 22
- CL 289
- ASTER
- Pluton
- Hadès
- ASMP et ASMPA

### Satellites et lanceurs ou missiles balistiques

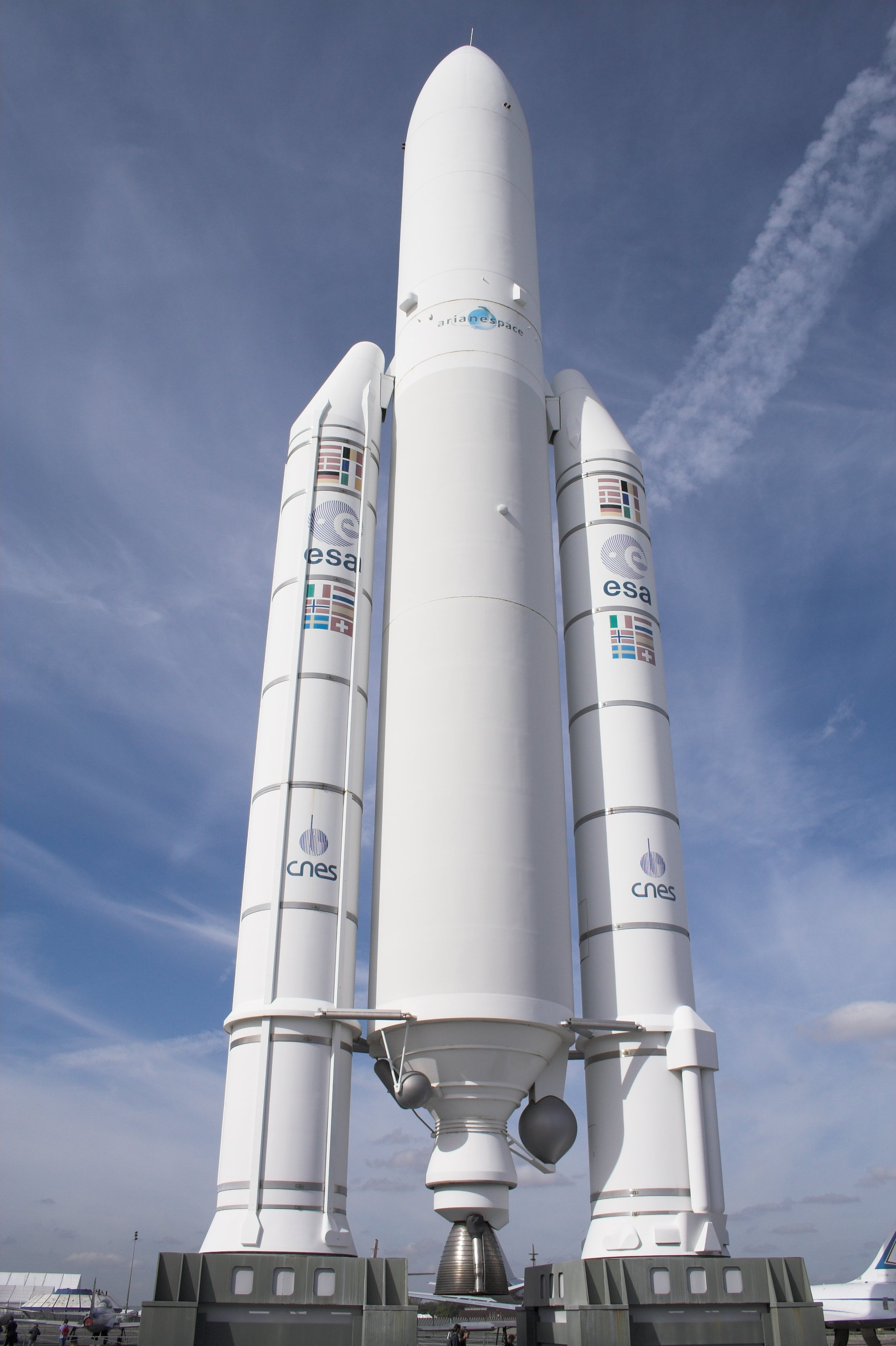
Maquette d’Ariane 5

- Arabsat (satellites de télécommunication)
- Eutelsat (satellites de télécommunication)
- Türksat (satellites de télécommunication)
- Lanceurs Ariane 1, 2, 3, 4 et 5
- Météosat (satellites)
- Plate-forme Spacebus
- Missile M20
- Missile M45
- Missile M5 qui deviendra le Missile M51

## Direction
La gouvernance d'Aérospatiale prend la forme d’un conseil d’administration et d’un directeur général, sauf entre 1973 et 1975 où il s’agit d’un conseil de surveillance et d’un directoire,,.
| Identité           | Période          | Période     |
| Identité           | Début            | Fin         |
| ------------------ | ---------------- | ----------- |
| Henri Ziegler      | 1970             | 1973        |
| Michel Fourquet    | 1973             | 1975        |
| Jacques Mitterrand | 1975             | 1983        |
| Henri Martre,      | 1984             | 1992        |
| Louis Gallois      | 1er juillet 1992 | 8 août 1996 |
| Yves Michot (d),   | 8 août 1996      | 1999        |

## Sites

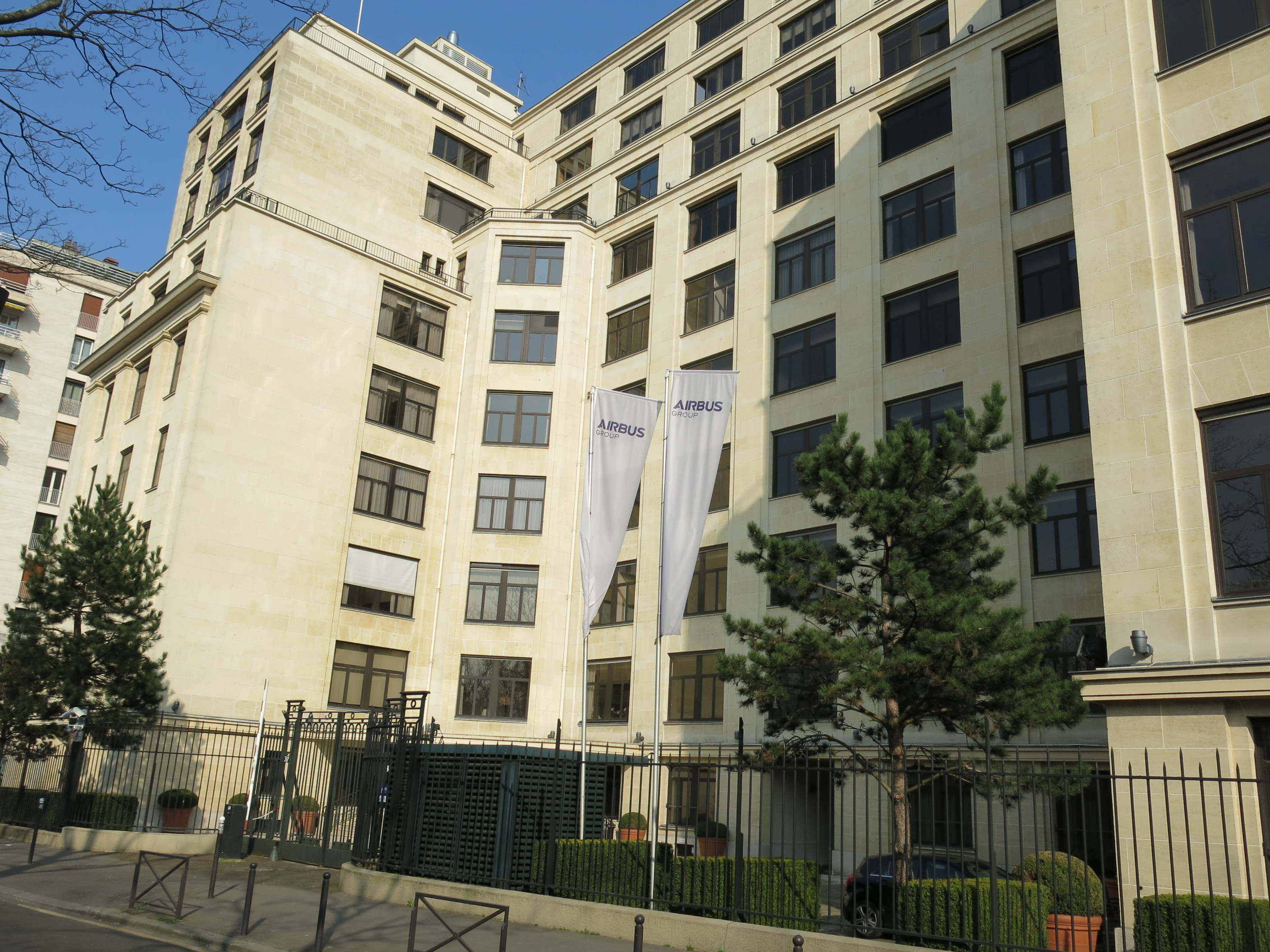
Siège social au 37, boulevard de Montmorency à Paris.

Le centre de recherche Louis Blériot à l'emplacement des anciennes usines de Blériot Aéronautique à Suresnes.

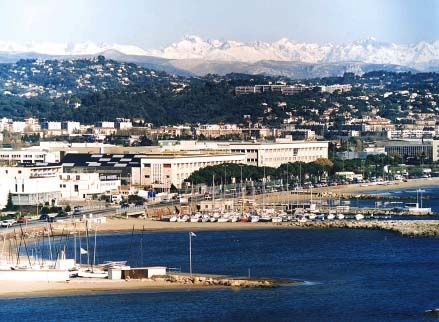
Vue aérienne du bâtiment historique dit « aerospatiale » du 100 boulevard du Midi dans le quartier de La Bocca à Cannes

Les sites d’Aérospatiale, en 1998, sont : 
- Paris (siège social aujourd'hui cédé[42])
- Suresnes (centre de recherche Louis Blériot aujourd’hui cédé[43])
- Toulouse (aviation, aujourd’hui Airbus)
- Nantes (aviation, aujourd’hui Airbus)
- Saint-Nazaire (aviation, aujourd’hui Airbus)
- Meaulte (aviation, aujourd’hui Stelia Aerospace)
- Bordeaux (aviation, aujourd’hui Stelia Aerospace et Sabena technics)
- Rochefort (aviation, aujourd’hui Stelia Aerospace)
- Le Bourget (aviation, aujourd’hui Daher)
- Tarbes (aviation, aujourd’hui Daher)
- Les Mureaux (espace et défense, aujourd’hui ArianeGroup)
- Saint Médard en Jalles (espace et défense, aujourd’hui ArianeGroup)
- Cannes (espace et défense, aujourd’hui Thales Alenia Space)
- Châtillon (espace et défense, site de MBDA transféré au Plessis Robinson)
- Bourges (espace et défense, aujourd’hui MBDA)
- Marignane (hélicoptères, aujourd’hui Airbus Helicopters)

## Revue aerospatiale
La direction de la communication a développé une large communication sur l'aéronautique et le spatial dans les medias, et a diffusé des reportages sur l'activité du groupe et de ses clients. Dans ce cadre, elle a créé, à cet effet, dès janvier 1970, une revue mensuelle éditée par PEMA-2B, intitulée Aerospatiale. Elle est devenue aujourd'hui UP Airbus Group.

## Actions éducatives
Des actions éducatives ont été entreprises vers la jeunesse, dans divers établissements de la société. Ce fut le cas, en particulier à Cannes, en supportant le Space Camp de Patrick Baudry. Puis, après sa fermeture en 1993, en signant une convention de partenariat avec de nombreux autres partenaires nationaux et européens, pour la création de la structure Classes Azur Astro-Espace de l'Association PARSEC créée par Jean-Louis Heudier.

## Controverses
La firme est suspectée d'avoir fait livrer des hélicoptères en Afrique du Sud en violation de l'embargo en 1988  du temps de l'apartheid, via des sociétés écran au Liberia et au Panama, l'intermédiaire Jorge Pinhol ayant porté plainte pour des commissions non versées.